# Ronde van Nederland 1992
De 32e editie van de Ronde van Nederland ging op 17 augustus 1992 van start in Zoetermeer. Na vijd etappes werd op 22 augustus in Gulpen gefinisht. De ronde werd gewonnen door Jelle Nijdam. Hij had een voorsprong van 43 seconden op Thierry Marie. De beste Belg was Herman Frison met een tiende plaats.

## Etappe-overzicht
| etappe  | datum       | start       | finish      | afstand     | winnaar           | klassementsleider |
| ------- | ----------- | ----------- | ----------- | ----------- | ----------------- | ----------------- |
| Proloog | 17 augustus | Zoetermeer  | Zoetermeer  | 5,6 km      | Jelle Nijdam      | Jelle Nijdam      |
| 1       | 18 augustus | Nijkerk     | Veendam     | 203,5 km    | Wilfried Nelissen | Jelle Nijdam      |
| 2a      | 19 augustus | Hardenberg  | Haaksbergen | 93 km       | Louis de Koning   | Jelle Nijdam      |
| 2b      | 19 augustus | Haaksbergen | Haaksbergen | 31 km (ITT) | Jelle Nijdam      | Jelle Nijdam      |
| 3       | 20 augustus | Arnhem      | Tilburg     | 163,5 km    | Rob Harmeling     | Jelle Nijdam      |
| 4       | 21 augustus | Tilburg     | Heythuysen  | 183 km      | Rob Harmeling     | Jelle Nijdam      |
| 5       | 22 augustus | Heythuysen  | Gulpen      | 176         | Gerard Rué        | Jelle Nijdam      |

## Eindklassementen

### Algemeen klassement
| Plaats    | Naam            | Ploeg | Tijd      |
| --------- | --------------- | ----- | --------- |
| Gele trui | Jelle Nijdam    |       | 20u36'31" |
| 2         | Thierry Marie   |       | + 43"     |
| 3         | Laurent Bezault |       | + 55"     |
| 4         | Sean Yates      |       | + 1' 17"  |
| 5         | Rob Harmeling   |       | + 1' 22"  |
| 6         | Erik Breukink   |       | + 1' 24"  |
| 7         | Dmitri Zjdanov  |       | + 1' 39"  |
| 8         | Marco Lietti    |       | + 1' 43"  |
| 9         | Eddy Seigneur   |       | + 1' 45"  |
| 10        | Herman Frison   |       | + 2' 01"  |

1948 · 1949 · 1950 · 1951 · 1952 · 1953 · 1954 · 1955 · 1956 · 1957 · 1958 · 1959 · 1960 · 1961 · 1962 · 1963 · 1964 · 1965 · 1966 · 1967 · 1968 · 1969 · 1970 · 1971 · 1972 · 1973 · 1974 · 1975 · 1976 · 1977 · 1978 · 1979 · 1980 · 1981 · 1982 · 1983 · 1984 · 1985 · 1986 · 1987 · 1988 · 1989 · 1990 · 1991 · 1992 · 1993 · 1994 · 1995 · 1996 · 1997 · 1998 · 1999 · 2000 · 2001 · 2002 · 2003 · 2004 · 2005 · 2006 · 2007 · 2008 · 2009 · 2010 · 2011 · 2012 · 2013 · 2014 · 2015 · 2016 · 2017 · 2018 · 2019 · 2020 · 2021 · 2022 · 2023 · 2024